# Luko, malý vlkodlak
Luko, malý vlkodlak je román od autorky Sandry Vebrové, který byl vydán v roce 2006. V současné době autorka dokončuje druhý díl s názvem Luko, tajemství vlkodlaků.

## Děj
Děj knihy nás zavede do městečka Stvůron, kde Luko bydlí se svým strýcem a dvěma bratránky v honosném sídle. Luko patří do rodiny vlkodlaků, kteří od pradávna vedli Vlkodlačí radu a tím určovali dění ve městě. Lukova matka podlehla horečce, když byl ještě dítě, a otec zemřel při požáru svého sídla.
Ve městě také žije lidská dívka Mariana, která slouží manželům Skřetovým. Ti ji našli při vykrádání v člověčí čtvrti Stvůronu a od té doby slouží u nich v hostinci. Mariana se také nemá nejlépe a při náhodném nedorozumění se skamarádí s Lukem.
Vše se náhle začíná zamotávat, když se Luko dozví o tajemném Zarusi Kragovi a jeho zbrani s čepelí z Měsíčního kovu. Tato čepel je velice nebezpečná, protože odebírá čarovnou moc. Luka velmi zaráží, že pokaždé, když se někoho zeptá na Zaruse nebo na meč, všichni odvádějí jeho pozornost, nebo jej odbudou vyhýbavou odpovědí.
S Marianou se vydávají na pouť do Šedivé čtvrti, aby zjistili něco více. Tam však zabloudí, naštěstí potkají hodného kouzelníka jménem Alchymus, který jim pomůže a poví jim, že Krag věřil, že vlkodlaci jsou nadřazeni všem ostatním a meč měl sloužit k jeho plánům. Na jeho radu se vypraví hledat otcova nejlepšího přítele, ten ale před nějakou dobou zmizel a nikdo jej už neviděl. V jeho domě najdou indicie, které je pošlou do otcova vyhořelého sídla. Po cestě se střetnou s nebezpečím, ale vždy zdárně vyváznou. Luko nakonec porazí i toho, kdo stál za vraždou Lukova otce a chtěl pokračovat v Kragových plánech. Sám Luko tomu dlouho nechtěl věřit. 
Nakonec najdou i ztraceného přítele Lukova otce a přede všemi se rozprostírá nový začátek.